# Le Tueur de Miami
Le Tueur de Miami est le 69e roman de la série SAS, écrit par Gérard de Villiers et publié en 1983 dans la collection Plon (Presses de la Cité). Comme tous les SAS parus au cours des années 1980, le roman a été édité lors de sa publication en France à 100 000 exemplaires.
L'action se déroule courant 1983, essentiellement à Miami, un peu Porto Rico (premier chapitre).

## Personnages principaux

### Américains et alliés
- Malko Linge : héros du roman, Autrichien, agent contractuel de la CIA.
- Capitaine Raùl Diaz : policier à Miami.
- « Ricochet Rabbit » : policier à Miami.
- June Richmond : policière à Miami.
- Gail Hunter : policière à Miami.

### Autres personnages
- Miguel Cuevas : Cubain narcotrafiquant.
- Fautino : adjoint de Cuevas.
- Nieves : homme de main de Cuevas.
- Jackie-la-Bahamienne
- Alfonso Carino : le « gourou » de Miguel Cuevas.
- John Rabelais
- Ronald Keller
- Margarita Gomez
- Johnny Trump : petit dealer de drogue.

## Résumé

### Début du roman
Le roman commence par l'exécution de Johnny Trump par Miguel Cuevas, un Cubain narcotrafiquant. Il sait que Johnny avait été « retourné » par la police et a décidé de le torturer à l'acide sulfurique afin qu'il révèle ce qu'il sait. Après quoi Johnny est tué. En raison de la mort de Johnny, la CIA décide de faire appel à Malko et de mettre à la disposition de la DEA car elle sait qu'un « gros coup » est en préparation. Miguel Cuevas devrait livrer plusieurs de tonnes de cocaïne aux Cubains, et cette transaction pourrait cacher quelque chose de plus important encore. Malko commence son enquête mais se rend vite à l'évidence. Après Johnny Trump, Miguel Cuevas tue tous ceux qui pourraient lui nuire, à commencer par Malko lui-même, qui décide de continuer son enquête à Miami (chapitres 1 à 5).

### Aventures
Malko suit la filière de John Rabelais, un pilote d'avion qui dans le passé a aidé Miguel Cuevas. Malko échappe à un second attentat. Une femme pouvant donner des informations est tuée (Jackie-la-Bahamienne). Puis John Rabelais est tué. Quelques secondes avant de mourir, John donne un nom : Alfonso Carino. Il s'agit du « gourou » de Miguel Cuevas, adepte de vaudou et de magie noire. Interrogé, Carino nie connaître le narcotrafiquant. Malko échappe à un troisième attentat. Malko fait "infiltrer" une policière, Gail Hunter, dans une fête orgiaque organisée par Cuevas. Mais Gail est reconnue par une prostituée et est faite prisonnière. Après interrogatoire, Cuevas la tue par overdose en lui injectant une dose massive de cocaïne dans le sang (chapitres 6 à 13).
À la suite d'une traîtrise de Margarita Gomez, Malko est fait prisonnier par Cuevas, qui souhaite l'avoir comme otage. Apprenant l'enlèvement de Malko, les deux policiers Ricochet Rabbit et June Richmond enlèvent Alfonso Carino. Menacé de mort, Carino leur livre la localisation du domicile de Cuevas, puis Ricochet Rabbit le tue (chapitres 14 à 16). La police cerne le domicile secret de Cuevas, qui parvient à s'enfuir en tenant Malko en otage. Il se rend au port de Fort Lauderdale.

### Fin du roman
Après avoir jeté l'automobile dans l'océan, il prend place à bord d'un bateau et prend le large. Quand la police arrive, elle parvient à sauver Malko (qui était dans le coffre de la voiture) de la noyade. Grâce à la perquisition menée au domicile d'Alfonso Carino, Malko découvre une carte indiquant un lieu qui pourrait être l'endroit de l'échange drogue/dollars. Malko parvient à se procurer un hydravion civil et des missiles Bantam remis par la CIA : il coule le navire de Cuevas transportant la drogue. Dans le dernier chapitre, Malko parvient à tuer Margarita Gomez et Miguel Cuevas.

## Autour du roman
- Gail Hunter se fait tuer en aidant Malko.
- Le début commence par une torture à l'acide sulfurique.
- La structure du roman sera reprise dans Escale à Gibraltar (SAS n°88 - 1987).